# Czudiwka
Czudiwka (ukr. Чудівка) – wieś na Ukrainie, w obwodzie czernihowskim, w rejonie czernihowskim. W 2001 liczyła 33 mieszkańców.